# Pirogers
Els pirogers (Pyrogeri) era un poble de Tràcia, del que se sap que vivia a la regió del riu Hebros (Hebrus). Els menciona Plini el Vell (Naturalis Historia, IV, 11 s. 18).